# Educația în Brazilia

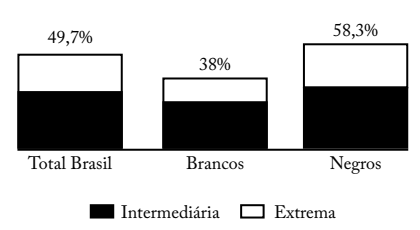
Educația în Brazilia procentual cu cea privata.

Educația în Brazilia este asigurată de sistemul public educațional, căruia i se alătură cel privat. Educația superioară braziliană este considerată una dintre cele mai performante la nivel internațional.